# Zvonimir Skerl
Zvonimir Skerl (Zagreb, 21. svibnja 1934. – Beograd, 22. siječnja 2009.) je bio vrhunski jazzer, skladatelj, dirigent, pijanist, trombonist i glazbeni aranžer, vođa „Big benda“ „Radio televizije Beograd“. Rođenjem je Zagrepčanin. Zaslužan je za narodnu glazbu. Napisao je nekoliko nezaboravnih i nenadiđenih aranžmana za pjesme Tome Zdravkovića, od kojih su najpoznatije  „Dotako sam dno života“ i „Za Ljiljanu“. Hrvatskoj i srpskoj javnosti ostao je malo poznat.
Aranžirao je i pjesme Dalibora Bruna, Doris Dragović, pisao je stihove koje je izveo Đorđi Peruzović na splitskom festivalu. Pojavio se na TV-filmu Sastanak muzičara - Jam session (1968.) i dokumentarnom filmu Uvek truba - od buđenja do povečerja (1974). Ključno je ime jazz scene u Srbiji. Zabavni orkestar Radio Beograda osnovan 1948. godine prerast će 1954., kada ga budu napustili gudači, u Džez orkestar Radio Beograda. Godinama poslije Zvonimir Skerl je, zajedno s Vojislavom Simićem, imao značajnu ulogu u vođenju tog orkestra. U kasnijem razdoblju Skerl je bio jedan od autora koji su se istakli pisanjem glazbe za male sastave ili velike orkestre.